# Lúnula (geometria)
| |  |  |
| |  |  |
| Na geometria plana, a forma crescente formada por dois círculos que se cruzam é chamada de lúnula. Em cada diagrama, duas lúnulas estão presentes e uma é sombreada em cinza. |  |  |

Em geometria plana, uma lúnula ((latim: luna, «Lua»)?) é a região côncavo-convexa delimitada por dois arcos circulares. Ela tem uma porção de limite para a qual o segmento de conexão de quaisquer dois pontos próximos se move para fora da região e outra porção de limite para a qual o segmento de conexão de quaisquer dois pontos próximos fica inteiramente dentro da região. Uma região convexa-convexa é chamada de lente.
Formalmente, uma lúnula é o complemento relativo de um disco em outro (onde eles se cruzam, mas nenhum é um subconjunto do outro). Alternativamente, se {\displaystyle A} e {\displaystyle B} são discos, então {\displaystyle A\smallsetminus A\cap B} é uma lúnula.

## Quadratura da lúnula
No século 5 aC, Hipócrates de Chios mostrou que a Lúnula de Hipócrates e duas outras lúnulas poderiam ser tornadas quadradas (convertidas em um quadrado com a mesma área) por régua e compasso . Em 1766, o matemático finlandês Daniel Wijnquist, citando Daniel Bernoulli, listou todas as cinco lúnulas quadradas geométricas, somando-se àquelas conhecidas por Hipócrates. Em 1771, Leonard Euler deu uma abordagem geral e conseguiu certa equação para o problema. Em 1933 e 1947 foi provado por Nikolai Chebotaryov e seu aluno Anatoly Dorodnov que essas cinco são as únicas lúnulas quadratáveis. 

## Área
A área de uma lúnula formada por círculos de raios a e b ( b>a ) com distância c entre seus centros é:
{\displaystyle A=2\Delta +a^{2}\sec ^{-1}\left({\frac {2ac}{b^{2}-a^{2}-c^{2}}}\right)-b^{2}\sec ^{-1}\left({\frac {2bc}{b^{2}+c^{2}-a^{2}}}\right),}
onde {\displaystyle {\text{sec}}^{-1}} é a função inversa da função secante, e onde
{\displaystyle \Delta ={\frac {1}{4}}{\sqrt {(a+b+c)(-a+b+c)(a-b+c)(a+b-c)}}}
é a área de um triângulo de lados a, b e c .